# Leagrave
Leagrave – była wieś (teraz część miasta Luton) w Anglii, w hrabstwie ceremonialnym Bedfordshire, w dystrykcie (unitary authority) Luton. Leży 26 km na południe od centrum miasta Bedford i 50 km na północny zachód od centrum Londynu. W 2011 miejscowość liczyła 11 998 mieszkańców.